# Selección femenina de fútbol sub-20 de Australia
La selección femenina de fútbol sub-20 de Australia representa a Australia en las competiciones internacionales de fútbol femenino en la categoría. Su organización está a cargo de la Federación de Fútbol de Australia perteneciente a la AFC desde del 2006, anteriormente formaba parte de la OFC.

## Estadísticas

### Copa Mundial Femenina Sub-20
| Copa Mundial Femenina de Fútbol Sub-20. | Copa Mundial Femenina de Fútbol Sub-20. | Copa Mundial Femenina de Fútbol Sub-20. | Copa Mundial Femenina de Fútbol Sub-20. | Copa Mundial Femenina de Fútbol Sub-20. | Copa Mundial Femenina de Fútbol Sub-20. | Copa Mundial Femenina de Fútbol Sub-20. | Copa Mundial Femenina de Fútbol Sub-20. | Copa Mundial Femenina de Fútbol Sub-20. |             |
| Año                                     | Resultado                               | Posición                                | J                                       | G                                       | E                                       | P                                       | GF                                      | GC                                      |             |
| --------------------------------------- | --------------------------------------- | --------------------------------------- | --------------------------------------- | --------------------------------------- | --------------------------------------- | --------------------------------------- | --------------------------------------- | --------------------------------------- | ----------- |
| 2002                                    | Cuartos de final                        | 5º                                      | 4                                       | 1                                       | 1                                       | 2                                       | 8                                       | 9                                       |             |
| 2004                                    | Cuartos de final                        | 7º                                      | 4                                       | 1                                       | 0                                       | 3                                       | 6                                       | 8                                       |             |
| 2006                                    | Fase de grupos                          | 9º                                      | 3                                       | 1                                       | 1                                       | 1                                       | 4                                       | 3                                       |             |
| 2008                                    | No clasificó                            | No clasificó                            | No clasificó                            | No clasificó                            | No clasificó                            | No clasificó                            | No clasificó                            | No clasificó                            |             |
| 2010                                    | No clasificó                            | No clasificó                            | No clasificó                            | No clasificó                            | No clasificó                            | No clasificó                            | No clasificó                            | No clasificó                            |             |
| 2012                                    | No clasificó                            | No clasificó                            | No clasificó                            | No clasificó                            | No clasificó                            | No clasificó                            | No clasificó                            | No clasificó                            |             |
| 2014                                    | No clasificó                            | No clasificó                            | No clasificó                            | No clasificó                            | No clasificó                            | No clasificó                            | No clasificó                            | No clasificó                            |             |
| 2016                                    | No clasificó                            | No clasificó                            | No clasificó                            | No clasificó                            | No clasificó                            | No clasificó                            | No clasificó                            | No clasificó                            |             |
| 2018                                    | No clasificó                            | No clasificó                            | No clasificó                            | No clasificó                            | No clasificó                            | No clasificó                            | No clasificó                            | No clasificó                            |             |
| 2022                                    | Fase de grupos                          | 12º                                     | 3                                       | 1                                       | 0                                       | 2                                       | 3                                       | 6                                       |             |
| 2024                                    | Fase de grupos                          | 20º                                     | 3                                       | 0                                       | 0                                       | 3                                       | 0                                       | 6                                       |             |
| 2026                                    | Por definir                             | Por definir                             | Por definir                             | Por definir                             | Por definir                             | Por definir                             | Por definir                             | Por definir                             | Por definir |
| Total                                   | 5/11                                    | 18º                                     | 17                                      | 4                                       | 2                                       | 11                                      | 21                                      | 32                                      |             |

### Campeonato Femenino Sub-20 de la OFC
| Campeonato Femenino Sub-20 de la OFC. | Campeonato Femenino Sub-20 de la OFC. | Campeonato Femenino Sub-20 de la OFC. | Campeonato Femenino Sub-20 de la OFC. | Campeonato Femenino Sub-20 de la OFC. | Campeonato Femenino Sub-20 de la OFC. | Campeonato Femenino Sub-20 de la OFC. | Campeonato Femenino Sub-20 de la OFC. |
| Año                                   | Resultado                             | J                                     | G                                     | E                                     | P                                     | GF                                    | GC                                    |
| ------------------------------------- | ------------------------------------- | ------------------------------------- | ------------------------------------- | ------------------------------------- | ------------------------------------- | ------------------------------------- | ------------------------------------- |
| 2002                                  | 1º                                    | 4                                     | 4                                     | 0                                     | 0                                     | 45                                    | 0                                     |
| 2004                                  | 1º                                    | 2                                     | 2                                     | 0                                     | 0                                     | 27                                    | 1                                     |
| 2006                                  | No participó                          | No participó                          | No participó                          | No participó                          | No participó                          | No participó                          | No participó                          |
| 2010                                  | No participó                          | No participó                          | No participó                          | No participó                          | No participó                          | No participó                          | No participó                          |
| 2012                                  | No participó                          | No participó                          | No participó                          | No participó                          | No participó                          | No participó                          | No participó                          |
| 2014                                  | No participó                          | No participó                          | No participó                          | No participó                          | No participó                          | No participó                          | No participó                          |
| 2015                                  | No participó                          | No participó                          | No participó                          | No participó                          | No participó                          | No participó                          | No participó                          |
| 2017                                  | No participó                          | No participó                          | No participó                          | No participó                          | No participó                          | No participó                          | No participó                          |
| 2019                                  | No participó                          | No participó                          | No participó                          | No participó                          | No participó                          | No participó                          | No participó                          |
| Total                                 | 2/10                                  | 6                                     | 6                                     | 0                                     | 0                                     | 72                                    | 1                                     |

### Campeonato Sub-19 femenino de la AFC
| Campeonato Sub-19 femenino de la AFC. | Campeonato Sub-19 femenino de la AFC. | Campeonato Sub-19 femenino de la AFC. | Campeonato Sub-19 femenino de la AFC. | Campeonato Sub-19 femenino de la AFC. | Campeonato Sub-19 femenino de la AFC. | Campeonato Sub-19 femenino de la AFC. | Campeonato Sub-19 femenino de la AFC. |
| Año                                   | Resultado                             | J                                     | G                                     | E                                     | P                                     | GF                                    | GC                                    |
| ------------------------------------- | ------------------------------------- | ------------------------------------- | ------------------------------------- | ------------------------------------- | ------------------------------------- | ------------------------------------- | ------------------------------------- |
| 2002                                  | No participó                          | No participó                          | No participó                          | No participó                          | No participó                          | No participó                          | No participó                          |
| 2004                                  | No participó                          | No participó                          | No participó                          | No participó                          | No participó                          | No participó                          | No participó                          |
| 2006                                  | 3º                                    | 5                                     | 4                                     | 0                                     | 1                                     | 29                                    | 6                                     |
| 2007                                  | 5º                                    | 3                                     | 1                                     | 0                                     | 2                                     | 3                                     | 4                                     |
| 2009                                  | 5º                                    | 3                                     | 1                                     | 1                                     | 1                                     | 6                                     | 3                                     |
| 2011                                  | 5º                                    | 5                                     | 1                                     | 0                                     | 4                                     | 7                                     | 12                                    |
| 2013                                  | 5º                                    | 5                                     | 1                                     | 0                                     | 4                                     | 6                                     | 12                                    |
| 2015                                  | 5º                                    | 3                                     | 1                                     | 0                                     | 2                                     | 3                                     | 4                                     |
| 2017                                  | 4º                                    | 5                                     | 2                                     | 0                                     | 3                                     | 8                                     | 13                                    |
| 2019                                  | 4º                                    | 5                                     | 2                                     | 0                                     | 3                                     | 6                                     | 22                                    |
| 2024                                  | 3º                                    | 5                                     | 4                                     | 0                                     | 1                                     | 9                                     | 6                                     |
| Total                                 | 9/11                                  | 39                                    | 17                                    | 1                                     | 21                                    | 77                                    | 80                                    |

## Jugadoras

### Última convocatoria
Los siguientes 31 jugadores fueron convocados a una concentración celebrada en Sydney del 25 al 30 de septiembre.
| No. | Pos. | Jugador               | Fecha de nacimiento (edad) | Apa. | Goles | Club                        |
| --- | ---- | --------------------- | -------------------------- | ---- | ----- | --------------------------- |
|     | POR  | Chloe Lincoln         | 4 de enero de 2005         | 2    | 0     | Canberra United             |
|     | POR  | Tahlia Franco         |                            | 0    | 0     | FNSW Institute              |
|     | POR  | Grace Wilson          | 4 de marzo de 2005         | 0    | 0     | Adelaide United             |
|     |      |                       |                            |      |       |                             |
|     | DEF  | Naomi Thomas–Chinnama | 13 de mayo de 2004         | 8    | 0     | Melbourne City              |
|     | DEF  | Alexia Apostolakis    | 16 de mayo de 2005         | 3    | 0     | Western Sydney Wanderers    |
|     | DEF  | Gemma Ferris          |                            | 1    | 0     | FNSW Institute              |
|     | DEF  | Teagan Bertolissio    | 1 de agosto de 2006        | 0    | 0     | FNSW Institute              |
|     | DEF  | Claudia Cicco         |                            | 0    | 0     | Wellington Phoenix          |
|     | DEF  | Heidi Dennis          | 24 de marzo de 2005        | 0    | 0     | Brisbane Roar               |
|     | DEF  | Zoe Karipidis         |                            | 0    | 0     | Emerging Jets               |
|     | DEF  | Maya Lobo             |                            | 0    | 0     | FNSW Institute              |
|     | DEF  | Silver Bell Morris    | 16 de marzo de 2004        | 0    | 0     | Western United              |
|     | DEF  | Peta Trimis           |                            | 0    | 0     | FNSW Institute              |
|     |      |                       |                            |      |       |                             |
|     | MED  | Daniela Galic         | 17 de junio de 2006        | 8    | 3     | FNSW Institute              |
|     | MED  | Amy Chessari          |                            | 1    | 0     | Western Sydney Wanderers    |
|     | MED  | Sienna Saveska        |                            | 1    | 0     | FNSW Institute              |
|     | MED  | Ella Abdul Massih     |                            | 0    | 0     | Western Sydney Wanderers    |
|     | MED  | Ava Briedis           |                            | 0    | 0     | Melbourne Victory           |
|     | MED  | Georgia Cassidy       |                            | 0    | 0     | Hyundai NTC                 |
|     | MED  | Sasha Coorey          |                            | 0    | 0     | Adelaide United             |
|     | MED  | Zara Kruger           |                            | 0    | 0     | Football Queensland         |
|     | MED  | Tijan Mckenna         | 8 de septiembre de 2004    | 0    | 0     | Perth Glory                 |
|     |      |                       |                            |      |       |                             |
|     | DEL  | Kahli Johnson         | 18 de febrero de 2004      | 7    | 2     | Western United              |
|     | DEL  | Jynaya Dos Santos     | 22 de septiembre de 2005   | 4    | 1     | Sydney FC                   |
|     | DEL  | Caitlin Karic         | 20 de junio de 2005        | 1    | 0     | Melbourne City              |
|     | DEL  | Claire Adams          |                            | 0    | 0     | Emerging Jets               |
|     | DEL  | Josie Allan           |                            | 0    | 0     | Emerging Jets               |
|     | DEL  | Sasha Grove           | 30 de diciembre de 2004    | 0    | 0     | Canberra United             |
|     | DEL  | Tanika Lala           |                            | 0    | 0     | Hyundai NTC                 |
|     | DEL  | Emilia Murray         | 9 de noviembre de 2004     | 0    | 0     | Adelaide United             |
|     | DEL  | Ella O'Grady          |                            | 0    | 0     | Queensland Academy of Sport |

## Palmarés
- Copa Asiática Sub-20 de la AFC:
  -  Tercer lugar (2): 2006 y 2024
  -  Cuarto lugar (2): 2017 y 2019

- Campeonato Femenino Sub-20 de la OFC:
  -   Campeón (2): 2002 y 2004